# Vlag van Dnjepropetrovsk (oblast)

Vlag van Dnjepropetrovsk

De vlag van Dnjepropetrovsk is een banier van het wapenschild van Dnjepropetrovsk en is net als het wapen sinds 19 maart 2002 een officieel symbool van de oblast Dnjepropetrovsk.
De vlag, die een hoogte-breedteverhouding van 2:3 heeft, toont een bewapende Zaporozje-Kozak en negen gouden sterren.
De vlag moet officieel wapperen vanaf een vlaggenstok van 2,5 meter hoog met een diameter van 5 centimeter.